# Notel
Notel, còn được gọi là NoteTel (một từ ghép của "notebook" và "TV" ), là một loại máy nghe nhạc cầm tay được sản xuất tại Trung Quốc, phổ biến ở Bắc Triều Tiên. Thiết bị có cổng USB và SD, có thể phát DVD và EVD  (đĩa đa năng nâng cao, giống về mặt vật lý với DVD nhưng sử dụng định dạng tệp khác), đồng thời có bộ thu sóng radio và TV.
Notel đã phổ biến ở Bắc Triều Tiên từ khoảng năm 2005, tạo điều kiện đáng kể cho việc mở rộng "Làn sóng Hàn Quốc" (Hallyu, sự gia tăng phổ biến của văn hóa đại chúng Hàn Quốc trên toàn thế giới) vào đất nước cô lập. Sau một đợt đàn áp trước đó khiến giá thị trường chợ đen của chúng giảm, các thiết bị đã được hợp pháp hóa vào tháng 12 năm 2014. Tính đến năm 2015, chúng có sẵn trong một số cửa hàng của chính phủ (phải đăng ký sở hữu) cũng như bán trên thị trường chợ đen với giá khoảng 300 nhân dân tệ Trung Quốc (tức 50 đô la Mỹ), và có mặt ở một trong hai hộ gia đình ở thành thị, theo một số ước tính. Ở Trung Quốc, Notel không còn phổ biến như năm 2015, nhưng bán rất chạy ở các tỉnh giáp biên giới với Triều Tiên.
Theo những người đào tẩu, hỗ trợ đa định dạng của Notel được sử dụng để tránh bị phát hiện tiêu thụ phương tiện bất hợp pháp: Một đĩa DVD của Triều Tiên được đặt trong thiết bị trong khi video của Hàn Quốc được phát từ ổ USB hoặc thẻ SD, có thể nhanh chóng bị gỡ bỏ trong trường hợp các thanh tra của chính phủ đến và kiểm tra nhiệt độ của thiết bị để xem nó có được sử dụng gần đây hay không, hãy để lại đĩa DVD như một lời giải thích thay thế.